# Op-ed-skribent
Op-ed-skribent (av engelskans Op-ed, Opposite the editorial page, dvs tidningssidan bredvid ledarsidan) är en gästkrönikör som skriver signerade kolumner om politiska ämnen i tidning utan att själv vara del av ledarredaktionen.